# Reducto. La última línea de defensa de Lima
Reducto. La última línea de defensa de Lima es un cortometraje peruano de 2015 del director Hamilton Segura, parte de una trilogía sobre la Guerra del Pacífico en la que se incluyen Manariqsisqa. Soldado desconocido y Rabonas. Las mujeres de la guerra.
La película cuenta la historia de un grupo de soldados peruanos y reservistas del Reducto Nº 3 durante la defensa de Lima en la batalla de Miraflores el 15 de enero de 1881, dos días después de la batalla de San Juan y Chorrillos. Además aparece la intervención del niño héroe Manuel Bonilla.